# Actividad extravehicular

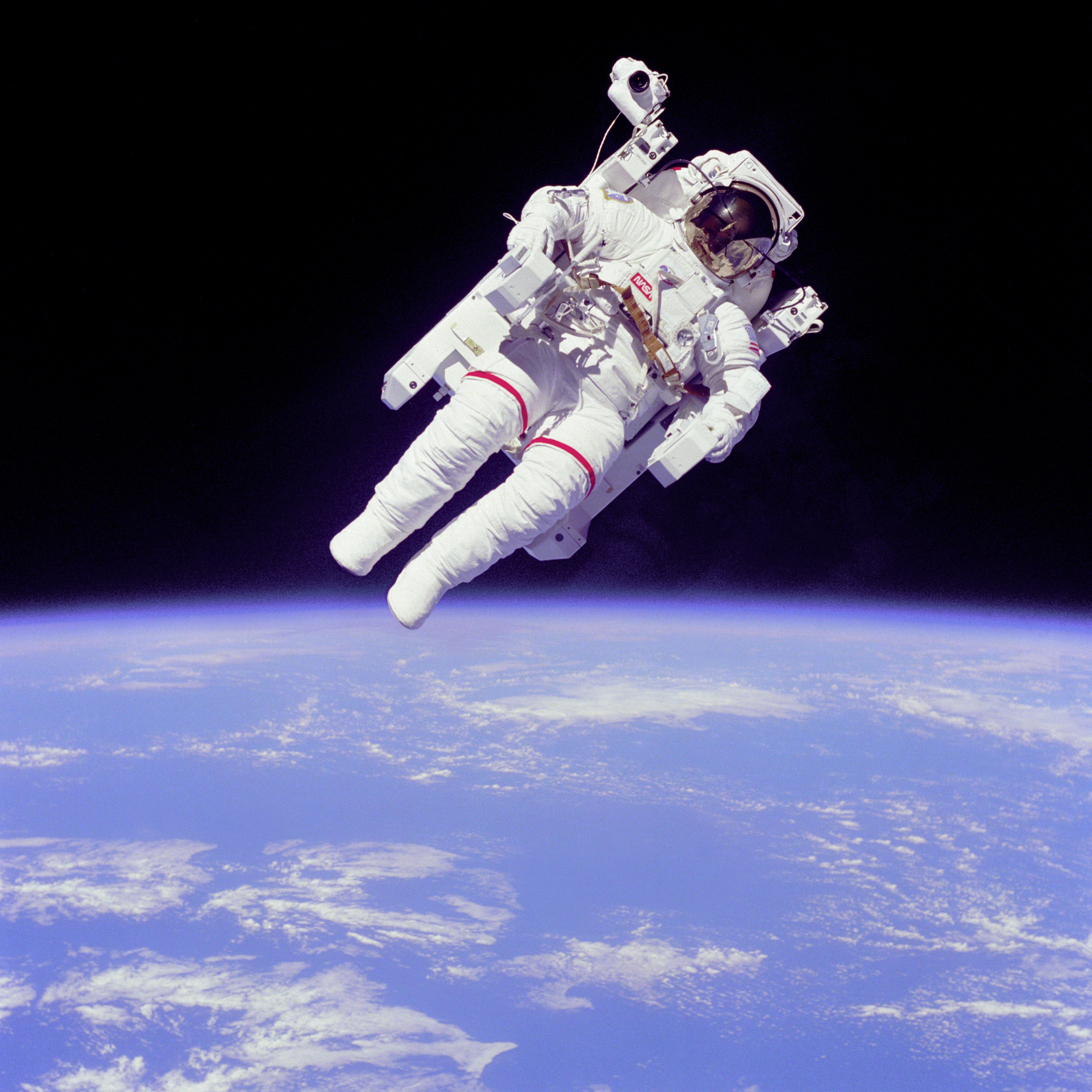
Astronauta Bruce McCandless II, especialista de misión, realizando un paseo espacial sobre la cabina del transbordador Challenger en 1984.

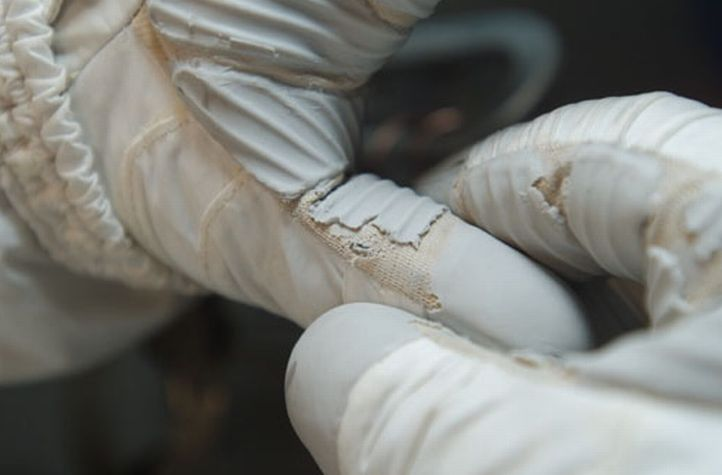
Guante dañado durante una EVA en la misión STS-118 del transbordador espacial.

Una actividad extravehicular (EVA) es una operación realizada por un astronauta fuera del entorno de una nave, de una estación espacial o módulo de descenso. Hasta el momento, Rusia, anteriormente Unión Soviética, Estados Unidos, Canadá, la Agencia Espacial Europea y China han llevado a cabo EVA.

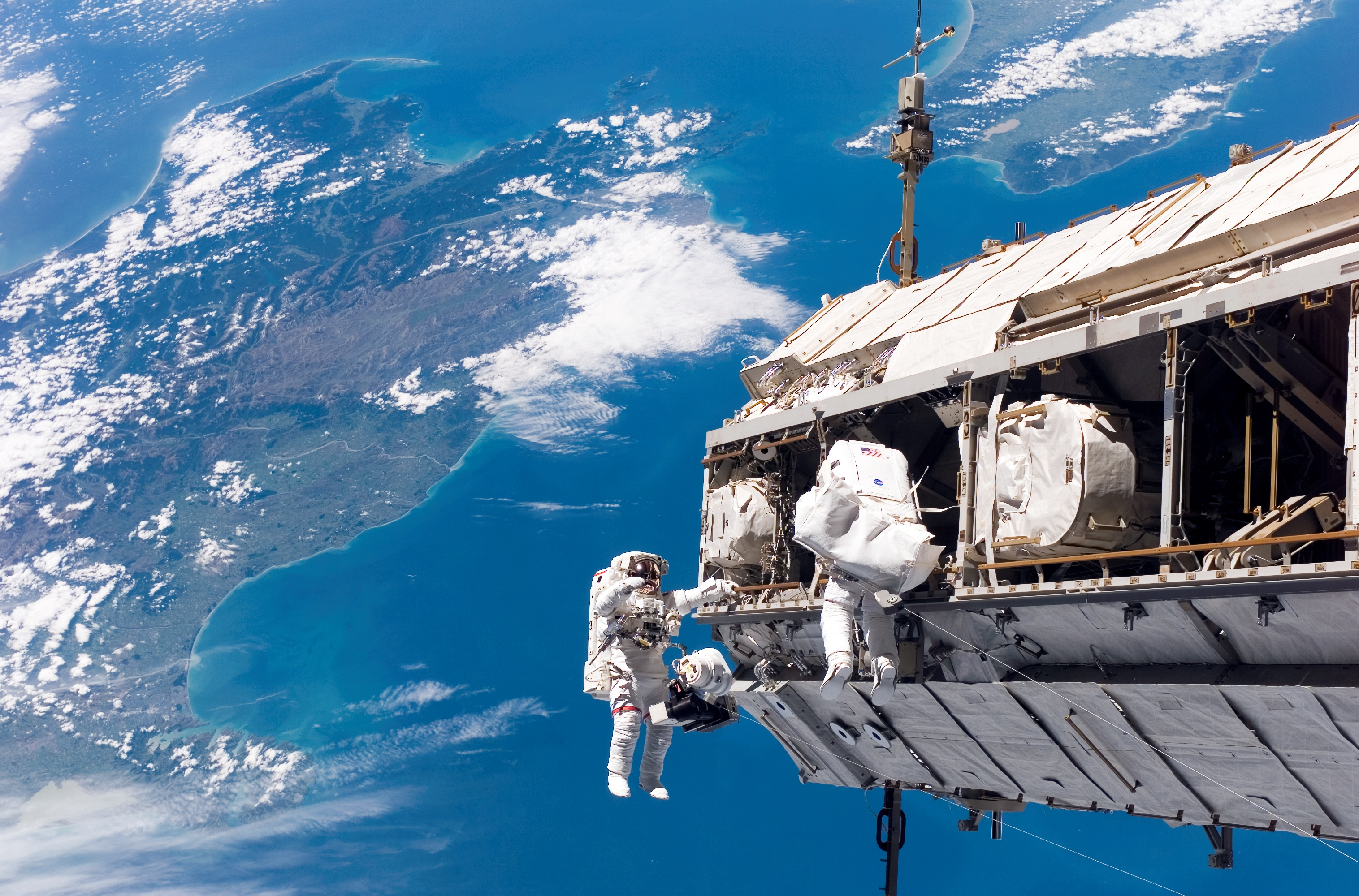
Montaje de la Estación Espacial Internacional EVA realizada durante la misión STS-116. Robert Curbeam (con rayas rojas) junto con Christer Fuglesang sobre el estrecho de Cook, Nueva Zelanda.

Los paseos o caminatas espaciales fueron concebidos para probar los trajes presurizados y las reacciones de los astronautas al vacío así como para ensayar las operaciones de despresurización y represurización de la cabina. Esto era de crucial importancia ya que las actividades extravehiculares formaron el tronco principal de las misiones tripuladas a la Luna: no se trataba de ir allí y tomar fotografías, sino de salir al exterior, tomar muestras y hacer experimentos.

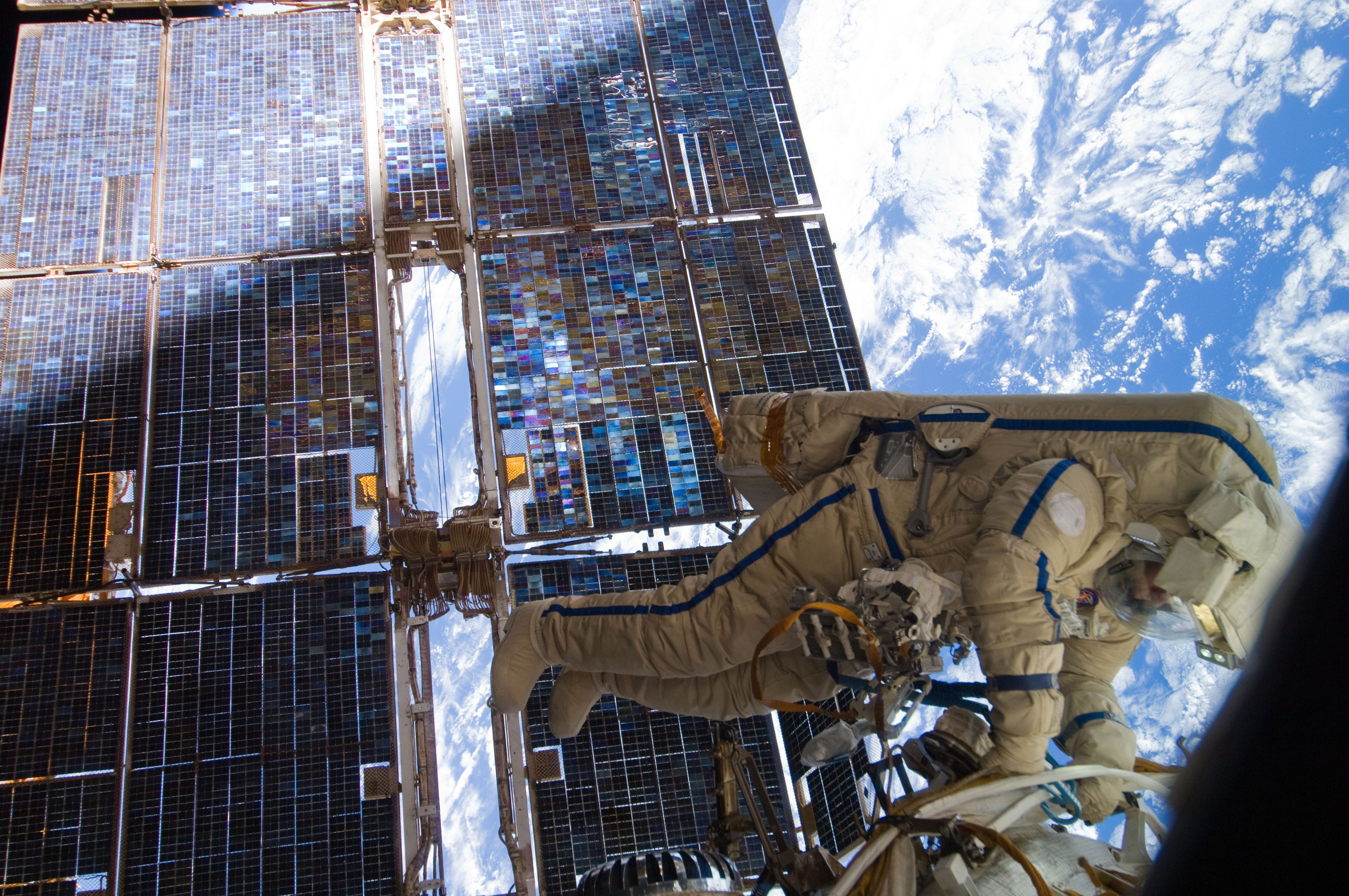
El cosmonauta Sergey Volkov trabaja fuera de la Estación Espacial Internacional el 3 de agosto de 2011.

El primer paseo espacial de la historia tuvo lugar el 18 de marzo de 1965, realizado por el cosmonauta soviético Alekséi Leónov, en la misión Vosjod 2 (ver programa Vosjod). La primera actividad extravehicular sobre la Luna la realizaron Neil Armstrong y Buzz Aldrin el 21 de julio de 1969 en el entorno de la misión Apolo 11. La primera caminata espacial realizada por una mujer fue el 25 de julio de 1984, a cargo de la soviética Svetlana Savítskaya. La primera caminata compuesta exclusivamente por mujeres tuvo lugar el 18 de octubre de 2019, y fue protagonizada por las estadounidenses Christina Koch y Jessica Meir.
Tras las misiones del programa Apolo, la NASA comenzó a cambiar el sentido de sus misiones con el fin de estudiar la posibilidad de que seres humanos permaneciesen trabajando durante largos periodos de tiempo en el espacio, cuya culminación es la EEI como paso previo a la exploración de otros rincones del Sistema Solar, a lo que se dedicó el cancelado programa Constelación, y su sucesor, el programa Artemis de la NASA. Para cubrir estos objetivos, las actividades extravehiculares se reconvirtieron en salidas programadas para efectuar reparaciones y montajes de partes de las estaciones espaciales, creando para ello nuevos tipos de trajes, herramientas especializadas y un nuevo tipo de astronauta: el especialista de misión de las tripulaciones del transbordador espacial.
En las últimas misiones del Space Shuttle antes de su cancelación en 2010, estas operaciones extravehiculares tuvieron una especial importancia en la maniobra de reentrada, con el objetivo de evitar nuevos accidentes como los del transbordador Columbia en 2003.

## Historia
Los directores de la NASA inventaron el término actividad extravehicular a principios de la década de 1960 para que el programa Apolo atrajera hombres a la Luna. Los astronautas abandonarían la nave para recolectar muestras de material lunar y realizar experimentos científicos. Para apoyar esto y otros objetivos de Apolo, el programa Gemini se separó para desarrollar la capacidad de los astronautas de trabajar fuera de una nave espacial de dos hombres en órbita terrestre. Sin embargo, la Unión Soviética era ferozmente competitiva al mantener la delantera que había ganado en vuelos espaciales tripulados, por lo que el Partido Comunista Soviético, liderado por Nikita Jrushchov, ordenó la conversión de su cápsula Vostok de un solo piloto en una nave de dos o tres personas llamada Vosjod, para competir con la Gémini y Apolo. Los soviéticos pudieron lanzar dos cápsulas Vosjod antes de que los Estados Unidos pudieran lanzar su primer Gémini tripulado.
La nave Vosjod requería refrigeración por el aire de la cabina para evitar el sobrecalentamiento, por lo tanto, se requería una esclusa de aire para que el cosmonauta saliera y volviera a entrar en la cabina mientras permanecía presurizado. Por el contrario, la aviónica Gemini no requirió refrigeración por aire, lo que permitió que el astronauta saliese y volviese a entrar en la cabina despresurizada a través de una escotilla abierta. Debido a esto, los programas espaciales estadounidenses y soviéticos desarrollaron diferentes definiciones para la duración de una actividad extravehicular. La definición soviética de actividad extravehicular comienza cuando la esclusa exterior está abierta y el cosmonauta está en vacío. Para los estadounidenses comienza cuando el astronauta tiene al menos su cabeza fuera de la nave espacial. Estados Unidos ha cambiado su definición desde entonces.

### Primer paseo espacial
El primer paseo espacial se realizó el 18 de marzo de 1965, por el cosmonauta soviético Alekséi Leónov, que pasó doce minutos fuera de la nave espacial Vosjod 2. Con una mochila de metal blanco que contenía cuarenta y cinco minutos de oxígeno a presión para la respiración, Leónov no tenía medios para controlar su movimiento más que tirar de su correa de 15,35 m. Después del vuelo, afirmó que era fácil, pero su traje espacial se disparó debido a su presión interna contra el vacío del espacio, endureciéndose tanto que no pudo activar el obturador de su cámara montada en el pecho.
Al final de su paseo espacial, la rigidez del traje causó un problema más serio: Leónov tuvo que volver a ingresar a la cápsula a través de la cámara de despresurización de 1,2 m de diámetro y 2,5 m de largo. Entró en la cámara de cabeza, la escotilla no se cerró correctamente y se quedó atascado al intentar darse la vuelta para cerrarla y no podía moverse sin reducir la presión en su traje. Esto añadió otros doce minutos a su tiempo en el vacío y su temperatura se elevó 1,8 °C por el esfuerzo. Pasarían casi cuatro años antes de que los soviéticos realizaran otra EVA. Tergiversaron lo ocurrido diciéndole a la prensa lo difícil que Leónov lo encontró para trabajar en ingravidez y ocultaron los problemas encontrados hasta después del final de la Guerra Fría.

### Proyecto Gemini

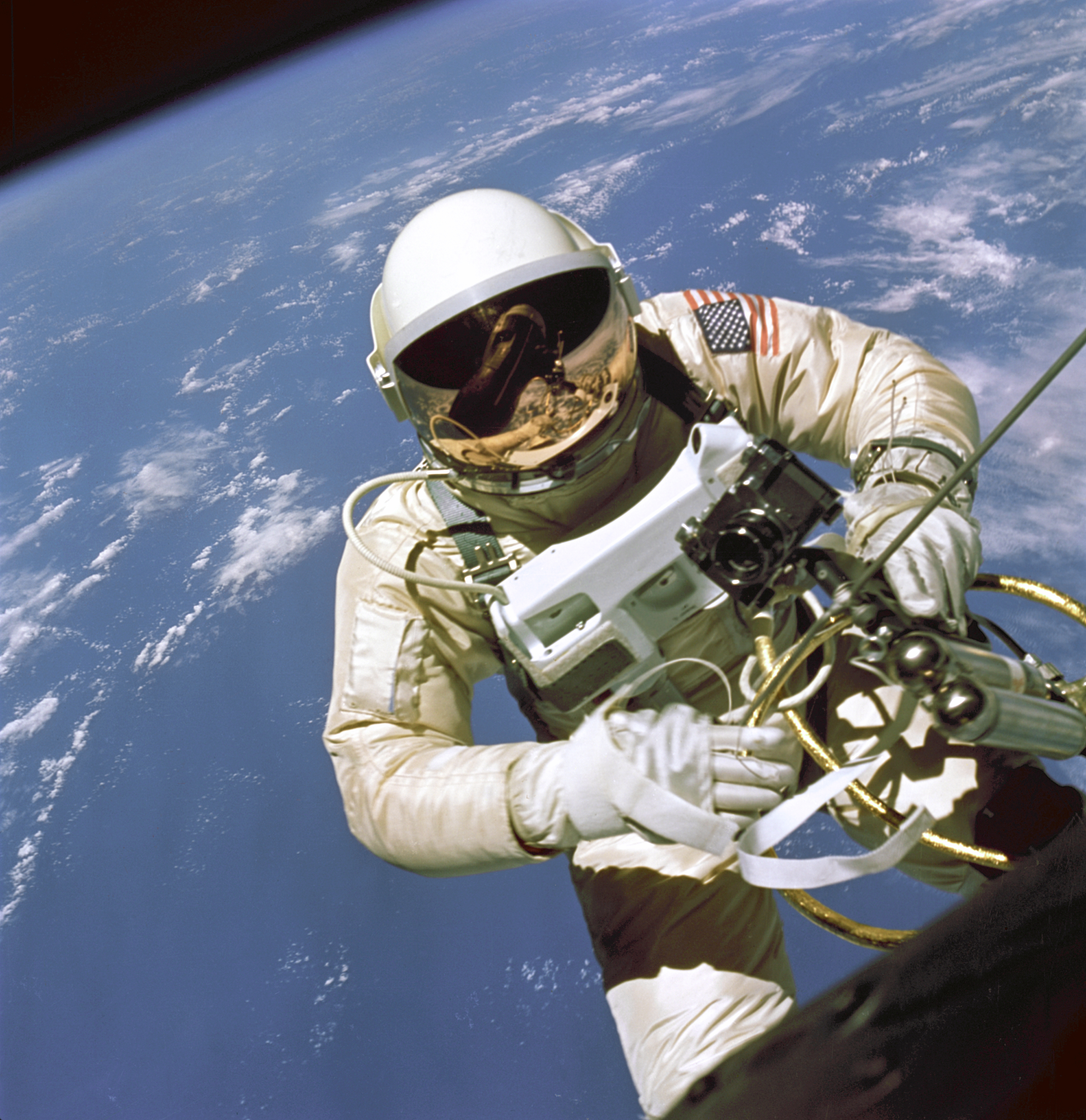
Ed White en el primer paseo espacial estadounidense en 1965.

El primer paseo espacial estadounidense lo realizó, el 3 de junio de 1965, Ed White, del segundo vuelo tripulado de Gemini, Gemini 4, durante veintiún minutos. White estaba amarrado a la nave espacial y su oxígeno se suministró a través de un cordón umbilical de 7,6 m, que también llevaba las comunicaciones y los instrumentos biomédicos. Fue el primero en controlar su movimiento en el espacio con una unidad de maniobra de mano. White encontró que su atadura era útil para limitar su distancia de la nave espacial, pero era difícil de usar para moverse, contrariamente a lo que afirmaba Leónov. Sin embargo, un defecto en el mecanismo de enganche de la cápsula causó dificultades para abrir y cerrar la escotilla, lo que retrasó el inicio del paseo espacial y puso a White y a su compañero de tripulación en riesgo de no regresar vivos a la Tierra.
No se consideró realizar actividades extravehiculares en los siguientes tres vuelos de Gemini. El siguiente paseo espacial fue planeado por David Scott en Gemini 8, pero esa misión tuvo que ser abortada debido a un mal funcionamiento de la nave espacial antes de que pudiera llevarse a cabo el paseo. Los astronautas de los siguientes tres vuelos de Gemini, Eugene Cernan, Michael Collins y Richard Gordon, realizaron varios paseos, pero ninguno pudo trabajar con éxito durante largos períodos fuera de la nave espacial sin cansarse y sobrecalentarse.
El 13 de noviembre de 1966, Buzz Aldrin se convirtió en el primero en trabajar con éxito en el espacio sin cansarse, en el último vuelo del Gemini 12. Aldrin trabajó fuera de la nave espacial durante dos horas y seis minutos, además de dos EVA, de pie en la escotilla, en la nave espacial durante tres horas y veinticuatro minutos adicionales. El interés de Aldrin en el buceo inspiró el uso del entrenamiento bajo el agua para simular la ingravidez, que se ha utilizado desde entonces para permitir a los astronautas practicar técnicas para evitar el desperdicio de energía muscular.

### Apolo
Los astronautas estadounidenses Neil Armstrong y Buzz Aldrin realizaron el primer paseo en la superficie lunar el 21 de julio de 1969, después de aterrizar el módulo lunar Apolo 11. Este primer paseo lunar, utilizando sistemas portátiles de soporte vital portátil, duró dos horas y treinta y seis minutos. Se realizaron un total de quince paseos lunares entre miembros de seis equipos del Apolo, Charles Conrad, Alan Bean, Alan Shepard, Edgar Mitchell, David Scott, James Irwin, John Young, Charles Duke, Eugene Cernan y Harrison Schmitt. Eugene Cernan fue el último astronauta del Apolo en salir a la superficie de la Luna.
El piloto del módulo de mando del Apolo 15 Al Worden hizo un paseo espacial el 5 de agosto de 1971, en el viaje de regreso desde la Luna, para recuperar un bote de grabación de película y datos del módulo de servicio. Fue asistido por el piloto del módulo lunar, James Irwin, parado en la escotilla del módulo de mando. Este procedimiento fue repetido por Ken Mattingly y Charles Duke en el Apolo 16 y por Ronald Evans y Harrison Schmitt en el Apolo 17.

### Tras el Apolo
Las primeras actividades extravehiculares de reparaciones en una nave espacial fueron realizadas por Charles Conrad, Joseph Kerwin y Paul J. Weitz el 26 de mayo, el 7 de junio y el 19 de junio de 1973, en la misión Skylab 2. Recuperaron la funcionalidad de la estación espacial Skylab dañada por el lanzamiento al liberar un panel solar atascado, desplegar un escudo de calefacción solar y liberar un relé de interruptor de un circuito atascado. El equipo del Skylab 2 realizó tres actividades extravehiculares, y otras de diez fueron hechas por los tres equipos del Skylab. Descubrieron que las actividades en ingravidez requerían aproximadamente dos veces y medio más tiempo que en la Tierra porque muchos astronautas sufrieron espasticidad al principio de sus vuelos.
Después del Skylab, los Estados Unidos no hicieron más EVAs hasta la llegada del programa del Transbordador espacial a principios de los años ochenta. En este período, los soviéticos reanudaron EVA, haciendo cuatro en las estaciones espaciales Saliut 6 y Saliut 7 entre el 20 de diciembre de 1977 y el 30 de julio de 1982.
Cuando los Estados Unidos reanudaron los EVA el 7 de abril de 1983, los astronautas comenzaron a utilizar una Unidad de Movilidad Extravehicular para el soporte vital autónomo, independiente de la nave espacial. STS-6 fue la primera misión del transbordador espacial durante la cual se realizó un paseo espacial. Además, por primera vez, los astronautas estadounidenses usaron una esclusa de aire para entrar y salir de la nave espacial como los soviéticos. En consecuencia, la definición estadounidense del tiempo de inicio de la actividad extravehicular se redefinió al momento cuando el astronauta cambia a energía de la batería de la Unidad de Movilidad Extravehicular.
La primera caminata espacial realizada por una mujer ocurrió el 25 de julio de 1984, a cargo de la soviética Svetlana Savítskaya, quien se encontraba en una misión en la estación espacial Salyut 7. Savítskaya permaneció fuera de la estación durante 3 horas y 35 minutos realizando con éxito trabajos de montaje, cortes de metal y soldaduras.
La primera caminata compuesta exclusivamente por mujeres tuvo lugar el 18 de octubre de 2019, y fue protagonizada por las estadounidenses Christina Koch y Jessica Meir. Hasta ese entonces, las mujeres que habían realizado EVAs solo lo habían hecho acompañadas por hombres. En marzo del mismo año, la NASA había anunciado que por primera vez en la historia dos mujeres, Christina Koch y Anne McClain, formarían un equipo para salir. Sin embargo, debido a que en la estación espacial solo había un traje con la medida correcta para ambas mujeres, McClain fue reemplazada por Nick Hague, lo que generó críticas hacia la agencia espacial por la improvisación.